# Mara Salvatrucha
Mara Salvatrucha (zkratka MS-13 nebo MS13, též znám jako MS nebo Mara) je mezinárodní zločinecký gang působící zejména v Spojených státech amerických a středoamerických státech Salvador a Honduras.

## Historie a činnost gangu

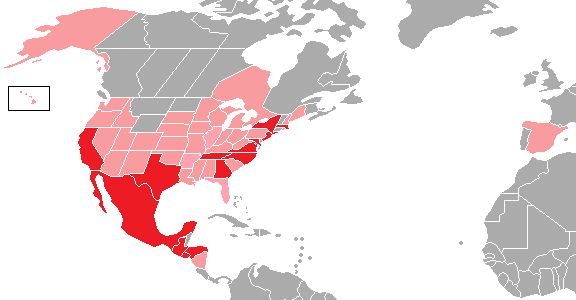
Rozšíření gangu Mara Salvatrucha (tmavě červeně silné rozšíření, světle červeně slabší rozšíření)

Význam označení „Mara Salvatrucha“ je nejasný, podle nejrozšířenější verze první slovo odkazuje na pouliční gang La Maru ze San Salvadoru a Salvatrucha na partyzánskou skupinu, která bojovala v salvadorské občanské válce.
Gang založili v 80. letech 20. století v americkém Los Angeles salvadorští imigranti. Skupina se později rozšířila do mnoha částí Spojených států, Kanady, Mexika a Střední Ameriky; v některých středoamerických oblastech ovládá dokonce celá města. Je aktivní zejména na předměstích a v příměstských oblastech.
Většina členů je etnicky hispánského nebo latinskoamerického původu, především ze Salvadoru. Rekrutují se především z řad středoškolských a vysokoškolských studentů přistěhovalců. Příslušníci gangu, nazývaní též maras či mareros, mívají velmi výrazné tetování pokrývající značnou část těla, včetně obličeje. Jsou proslulí extrémní brutalitou (řadu svých obětí rozsekali mačetami) a subkulturním morálním kodexem, který je založen na ideji nemilosrdné pomsty. Se skupinou jsou spojovány i satanistické praktiky. Podle představitele amerického ministerstva spravedlnosti je mottem gangu heslo „Kill, rape, control“ („Zabít, znásilnit, ovládat“).
Ke kriminálním činnostem příslušníků gangu patří pašeráctví, prodej drog a zbraní, vyděračství, vybírání výpalného, kuplířství a znásilňování žen, loupeže, únosy, a hlavně velké množství vražd. Gang zřejmě kontroluje ilegální imigraci na jižní hranici Spojených států. Během drogové války v Mexiku jeho členové začali být najímáni drogovým kartelem Sinaloa bojujícím proti kartelu Los Zetas. Ke zdrojům příjmů gangu též patří dětská prostituce.
V roce 2005 honduraský ministr bezpečnosti Oscar Álvarez vzbudil rozruch tvrzením, že muslimská teroristická organizace Al-Káida kontaktovala představitele Mara Salvatrucha a jiných středoamerických gangů a nabídla jim spolupráci.[zdroj?] V roce 2012 byl gang americkým ministerstvem financí klasifikován jako mezinárodní zločinecká organizace, což umožnilo využití federálních prostředků při vyšetřování jeho zločinů. Po sérii brutálních vražd mladých lidí na Long Islandu v americkém státě New York v roce 2017 přislíbil americký prezident Donald Trump vymýcení gangu ze Spojených států.
Gang čítá 30 až 50 tisíc členů, z nichž 10 000 působí ve Spojených státech, především v západních a severovýchodních částech USA. Největším současným konkurentem skupiny je další středoamerická skupina 18th Street gang.